# 戦没野球人モニュメント
戦没野球人モニュメント（せんぼつやきゅうじんモニュメント）は、東京都文京区後楽の東京ドーム内に置かれた野球殿堂博物館内にある記念碑。太平洋戦争などで戦死した中等学校野球・大学野球・社会人野球選手の功績を記念したものである。管理は野球殿堂博物館が行なっている。

## 概要
太平洋戦争などで戦死したプロ野球関係者（当時は職業野球と呼ばれた）を慰霊するために、鎮魂の碑が東京ドーム敷地内に建てられていた。
しかし、プロ野球選手だけ戦死者を慰霊するのはおかしいという声が上がったため、戦後60年の節目を迎えた2005年（平成17年）11月、中等野球、大学野球、社会人野球に在籍し（プロ経験者除く）、戦火に散った選手を対象にして製作され、野球体育博物館の殿堂コーナー入り口に設置された。
中等学校野球は、選抜大会、選手権大会本大会出場者。大学野球は、東京六大学野球連盟、東都大学野球連盟、旧関西六大学野球連盟、旧関西学生野球連盟のリーグ戦出場者。社会人野球は都市対抗野球大会本大会出場者に限って調査を行い、2018年現在167名の戦没者を祀っている。
このモニュメントは、本来であればプロ野球在籍者を除くが、渡辺敏夫、木村孝平、大宮清、矢島粂安の4名はプロ野球在籍経験がありながら、鎮魂の碑ではなく、戦没野球人モニュメントに祀られていた。2015年になり、前述の4名および、プロ野球在籍が判明した田中雅治の計5名が鎮魂の碑へ移された。

## モニュメントに刻まれた戦没野球人一覧
- 高橋治一（愛知商）
- 梅崎作太郎（秋田中→東京製鐵）
- 天野安市（一宮中）
- 熊谷武臣（京都一商→同志社高商）
- 宮川喜八郎（京都一商→同志社高商）
- 加藤義男（岐阜商→南満州鉄道）
- 吉田文治（神戸一中）
- 渡辺勝次（佐賀中）
- 板倉造（大社中）
- 三曽野一雄（台北一中→同志社高商）
- 山村五郎（台北一中→同志社高商）
- 片山義一（高松商）
- 川津二三男（高松商）
- 鈴木薫（鳥取一中）
- 三原宏（鳥取一中）
- 常念孝雄（浪華商）
- 吉田政雄（中京商）
- 竹岡義綱（広島商）
- 豊田正（広島商）
- 鼻岡正一（広島商）
- 渡辺新（広島商→同志社高商）
- 早坂政八（山形中）
- 三上豊治（山形中）
- 船越正治（青山学院中等部→青学大）
- 大谷道雄（静岡中→青学大）
- 平田好一（四高→阪大）
- 平林馨（諏訪中→阪大）
- 西沢義弘（豊中中→阪大）
- 柳沢育夫（松江中→阪大）
- 今橋整一郎（大阪商大）
- 新谷武一（大阪商大）
- 林一満（市岡中→大阪商大）
- 広沢育三（岡山一中→大阪商大）
- 山根重二（大阪商大）
- 近藤鉄己（愛知商→慶大）
- 楠本保（明石中→慶大）
- 中田武雄（明石中→慶大）
- 清水勤之助（太田中→慶大）
- 樋池真澄（関西学院中→慶大）
- 桐原真二（北野中→慶大→大毎野球団）
- 長良治雄（岐阜商→慶大）
- 九里正（甲陽中→慶大）
- 根津辰治（島田商→慶大）
- 飯塚勝一（下妻中→慶大）
- 飯島建男（諏訪蚕糸学校→慶大）
- 山本英雄（台北一中→慶大）
- 堀定一（高松商→慶大→全高松→大東京）※プロ野球公式戦出場選手登録前に病没。
- 河瀬幸介（東邦商→慶大）
- 高木正雄（平安中→慶大）
- 黒正宏（米子中→慶大）
- 田村忠（和歌山中→慶大）
- 樫野元作（甲南高→神戸大）
- 谷山久男（甲南高→神戸大）
- 戸田敏夫（神戸高商→神戸大）
- 中菅成一（神戸高商→神戸大）
- 加藤民治（名古屋高商→神戸大）
- 花木昇（中京商→専大）
- 福谷正雄（中京商→中大）
- 中村治登（松本商→中大）
- 三代沢角雄（松本商→中大）
- 浅原昌治（京城中→一高→東大）
- 東武雄（天王寺中→一高→東大）
- 太田勝啓（一高→東大）
- 由谷敬吉（鳥取一中→一高→東大）
- 梶原英夫（高松中→一高→東大）
- 島田叡（神戸二中→三高→東大）
- 丸尾至（六高→東大）
- 中倉俊郎（七高→東大）
- 藤田俊雄（愛知一中→八高→東大）
- 河合信雄（一宮中→八高→東大）
- 野村正守（八高→東大）
- 山脇正元（暁星中→静岡高→東大）
- 小河英一（弘前高→東大）
- 松本登（水戸高→東大）
- 藤田公造（山形中→東農大）
- 加藤愛三（愛知一中→同大）
- 神谷春雄（中京商→日大）
- 南与四郎（秋田商→法大）
- 田坂猛（今治中→法大）
- 丸山久四郎（宇都宮商→法大）
- 永田音次郎（浦和商→法大）
- 有請末雄（宇和島中→法大）
- 内山孝（海南中→法大）
- 宇山貞男（嘉義農林→法大）
- 長井信也（唐津中→法大）
- 大浜静（広陵中→法大）
- 鈴木吉朗（静岡中→法大）
- 高島忠（神港中→法大）
- 疋田捨三（高輪中→法大）
- 日比野寿一（津島中→法大）
- 池田一夫（東邦商→法大）
- 長坂信一（東邦商→法大）
- 服部一郎（東邦商→法大）
- 倉石新造（長野商→法大）
- 福居治男（浪華商→法大）
- 本田耕一（日大三中→法大）
- 坪谷幸一（北海中→法大）
- 石井利一（本牧中→法大）
- 三宅寿一（三豊中→法大）
- 嶋清一（海草中→明大）
- 竹尻太次（海草中→明大）
- 阿瀬泰次郎（海草中→明大）
- 加藤三郎（岐阜商→明大）
- 松井信（下関商→明大）
- 田所武（城東商→明大）
- 御子柴長雄（諏訪蚕糸学校→明大）
- 中村忠一（高尾中→明大）
- 宮本利学（徳島商→明大）
- 北沢藤平（長野商→明大）
- 渡辺正守（秋田中→立大）
- 高橋進（一宮中→立大）
- 西郷準（鹿児島二中→立大）
- 岸田勝太郎（川越中→立大）
- 柚木俊治（呉港中→立大）
- 古島誠治（高崎商→立大）
- 淵本仁行（千葉中→立大）
- 粟井俊夫（天王寺商→立大）
- 菊谷正一（徳山中→立大→東京倶楽部）
- 阿部哲哉（栃木中→立大）
- 阿部利明（栃木中→立大）
- 中野重之（豊橋中→立大）
- 黒田忠司（姫路中→立大）
- 雁瀬治貞（平安中→名古屋軍(1939-40)/立大）→※プロ野球在籍歴あり
- 三宅喬二郎（松江中→立大）
- 小林一人（松本商→立大）
- 荒井和男（早稲田中→立大）
- 木村幸吉（愛知一中→早大）
- 高松静男（愛知一中→早大）
- 水野辰彌（愛知一中→早大）
- 吉江一行（磐城中→早大）
- 佐藤誠治（宇都宮中→早大）
- 西川博夫（浦和中→早大）
- 鶴田勝次（岡崎中→早大）
- 小林正三郎（柏崎中→早大）
- 福家正二（神奈川商工学校→早大）
- 近藤清（岐阜商→早大）
- 松井栄造（岐阜商→早大→藤倉電線）
- 酒井治彦（佐賀中→早大）
- 鶴崎俊篤（佐賀中→早大）
- 林節（高松中→早大）
- 水原義明（高松中→早大）
- 三好善次（高松中→早大）
- 加藤忠仁（鳥取一中→早大）
- 松本友二（長岡中→早大）
- 指方一政（長崎商→早大）
- 京井秋行（浪華商→早大）
- 藤松清和（東奥義塾→早大）
- 佐伯喜三郎（姫路中→早大）
- 矢吹省三（福知山中→早大）
- 永谷利幸（平安中→早大）
- 由利繁（平安中→早大）
- 萩原寛男（松山商→早大）
- 香川力（丸亀中→早大）
- 小野欣助（八尾中→早大）
- 壺井重治（八尾中→早大）
- 戸田廉吉（和歌山中→早大）
- 吉田亨（和歌山中→早大）
- 高橋外喜雄（早稲田実→早大）
- 本橋精一（早稲田実→早大）
- 重田大蔵（京阪商→全大阪）
- 山田豊（松江中→慶大→全大阪）
- 野田七郎（八尾中→立命大→川崎造船）
- 亀山利雄（高松商→神戸税関）
- 萩武（浪華商→関大→大連実業団）
- 梶上初一（広島商→慶大→東京倶楽部）
- 高遠輝吉（長野工→全長野→長野保線）
- 皆川一（鐡道教習所→門司鐡道）

### 2015年鎮魂の碑へ移動
- 大宮清（一宮中→中大→鉄道省→金鯱）※プロ野球在籍歴あり
- 木村孝平（浪華商→黒鷲→大和）※プロ野球在籍歴あり
- 田中雅治（海草中→明大→朝日）※プロ野球在籍歴あり
- 矢島粂安（松本商→早大→清水建設→東京倶楽部→大日本東京野球倶楽部）※プロ野球在籍歴（大日本東京野球倶楽部は巨人の前身球団）があるが、日本職業野球連盟結成（1936年）前に退団。
- 渡辺敏夫（甲陽中→法大→阪急）※プロ野球在籍歴あり